# Casa Rice (Eltham)

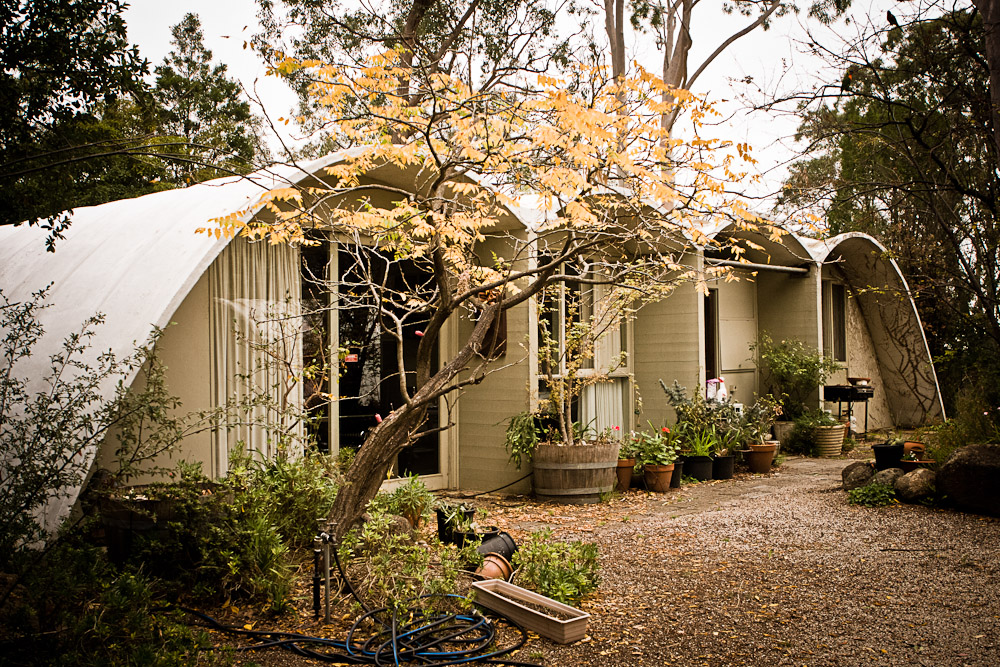
Fotografía de la casa Rice

La Casa Rice es una residencia ubicada en 69 Ryans Road, Eltham, Victoria, Australia, construida entre 1952 y 1953. Diseñada para una pareja joven por el arquitecto originario de Melbourne Kevin Borland, es una edificación alternativa que destaca por su inusual técnica de construcción y por el uso de los materiales. Fue la primera de tres experiencias que se plasmaron en el desarrollo de un estilo de arquitectura regional reconocible en Melbourne.

## Clientes
El artista Harrie Rice y su esposa Lorna eran una pareja joven cuya visits a la exposición de casas pequeñas organizada por rl diario "The Age" los hizo enamorarse del diseño moderno de viviendas, donde conocerían al arquitecto Kevin Borland.

## Descripción

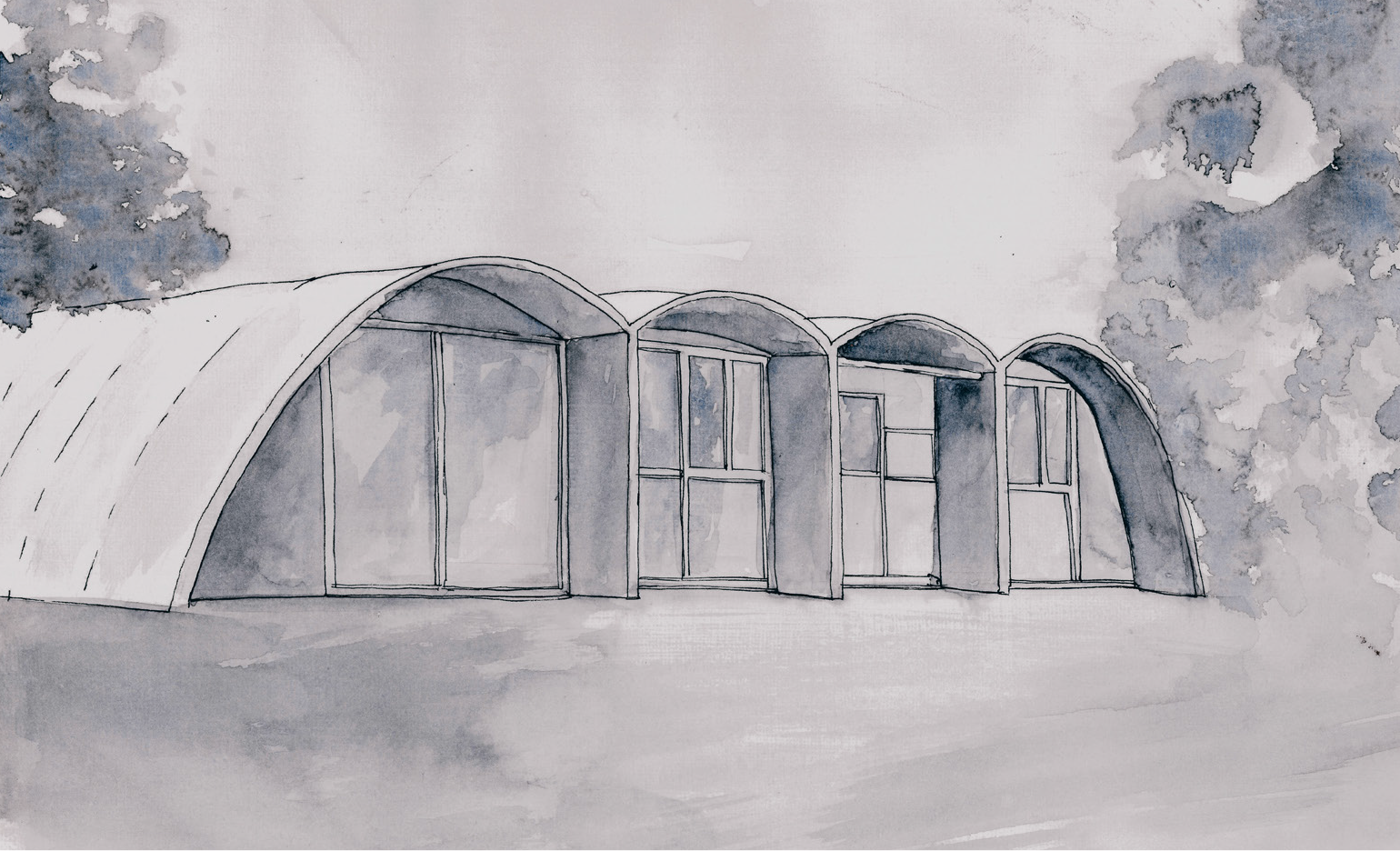
La Casa Rice según el proyecto de Kevin Borland

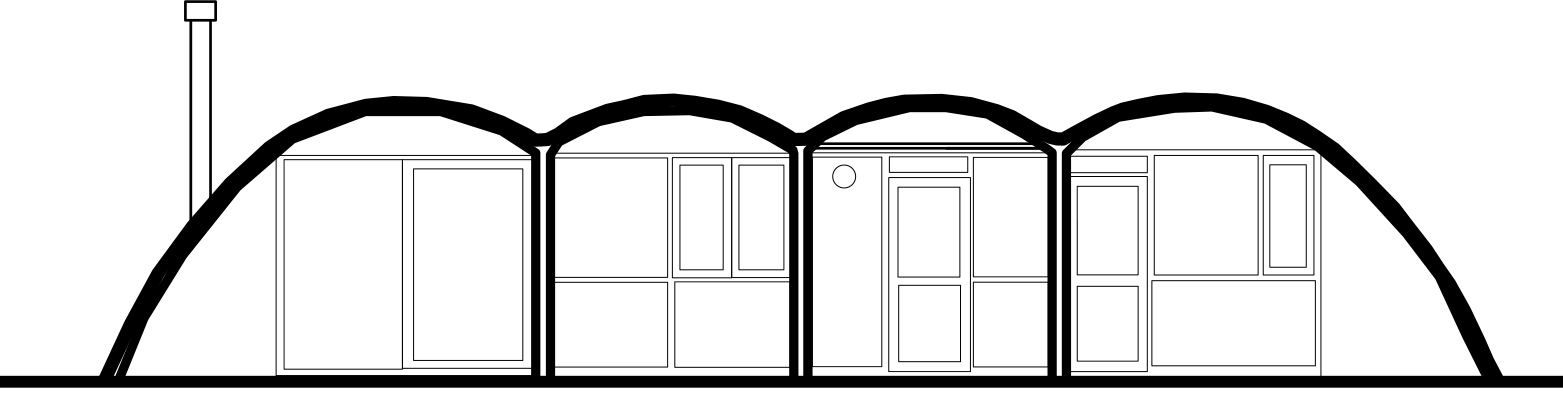
Alzado norte

### Distribución
La casa está formada por dos estructuras, en las que una serie de arcos catenarios forman las paredes exteriores y el techo como una superestructura autoportante. Estaban conectadas por una pérgola coronada por una liviana cubierta ondulada. La casa principal consta de cuatro arcos sostenidos por muros de ladrillo y hormigón, que también definen una serie de habitaciones interconectadas entre sí y múltiples patios.
La segunda estructura consta de dos arcos y fue diseñada originalmente como un garaje/estudio, pero a mediados de la década de 1950 se reformó bajo la supervisión de Kevin Borland como un apartamento independiente para los dos hijos de los Rice.
El porche delantero consistía en una sucesión de marcos metálicos recubiertos de hormigón, que dotaban a la "estructura de gran belleza". Sin embargo, la penetración de la humedad debilitó la parte superior de la construcción, hasta el punto de que se tuvo que eliminar posteriormente.
En 1973, Borland proyectó la cochera y amplió la cocina en el lado sur trasero de la estructura principal siguiendo las líneas del diseño de partida, y extendió el techo plano que cubría el lavadero para crear una cochera con capacidad para tres automóviles y un par de trasteros.

### Interior
El interior de la casa era comparable a una pequeña cueva. El porche delantero, que decoraba el edificio formando una visera sobre columnas metálicas, también tuvo que ser eliminado debido a la expansión del material y al debilitamiento progresivo de la delgada lámina curvada de hormigón.

### Ubicación
En lo que parecería un proceso poco ortodoxo, la casa fue diseñada sin un sitio en particular en mente. Debido a la visión conservadora común hacia la vivienda en ese momento, se eligió un sitio para acomodar el diseño en lugar de al revés. Los responsables municipales de Eltham tenía una visión progresista y de mente abierta sobre la arquitectura y posiblemente fue uno de los dos únicos barrios del entorno de Melbourne capaces por entonces de autorizar un diseño semejante.
Se adquirió una parcela de 750 m² ubicada en la cima de una colina en Eltham, cerca del límite noreste de Melbourne, poblada de eucaliptos y cerezos, con un lecho de orquídeas y corteza que cubría el suelo. Aunque se construyó en la colina, se pudo cimentar en un terreno uniforme sin necesidad de realizar grandes excavaciones.

### Técnica de construcción
Borland recurrió a un método que había sido utilizado por la Fuerza Aérea Italiana durante la Segunda Guerra Mundial para la construcción de un hangar en el norte de África, un sistema que luego había sido patentado por J. H. de W. Waller, un ingeniero australiano/irlandés.
La construcción utilizaba arcos de madera recubiertos de arpillera como encofrado del hormigón vertido desde la parte superior. La técnica utilizada permitía que un solo elemento estructural actuase como techo y como pared.

## Influencias clave
- Ralph Erskine, Casa en Lissma, Suecia 1940[2]
- Roy Grounds, granja de George Peardon, West Victoria, 1949, (sin construir)[2]
- Roy Grounds, The Douglas Wilkie, casa en forma de iglú, Kew, 1951 (sin construir)[2]
- Peter Burns[2]

## Relevancia arquitectónica
Esta técnica en particular se utilizó tres veces, siendo la Casa Rice la primera experiencia. Los otros edificios incluyen Wood House and Supermarket diseñado por Robin Boyd en 1952, y Bellfield Community Center diseñado por Kevin Borland y Peter McIntyre en 1953, todos en los que se hace referencia directamente a Rice House.
El diseño de Borland para Rice House es un ejemplo de experimentación doméstica de posguerra en Melbourne. Es el resultado de los conceptos de la arquitectura tardomoderna y de la escasez de materiales de construcción en la posguerra, que supuso el desarrollo de un estilo de arquitectura regional reconocible como propio de Melbourne.